# Jura Bernense

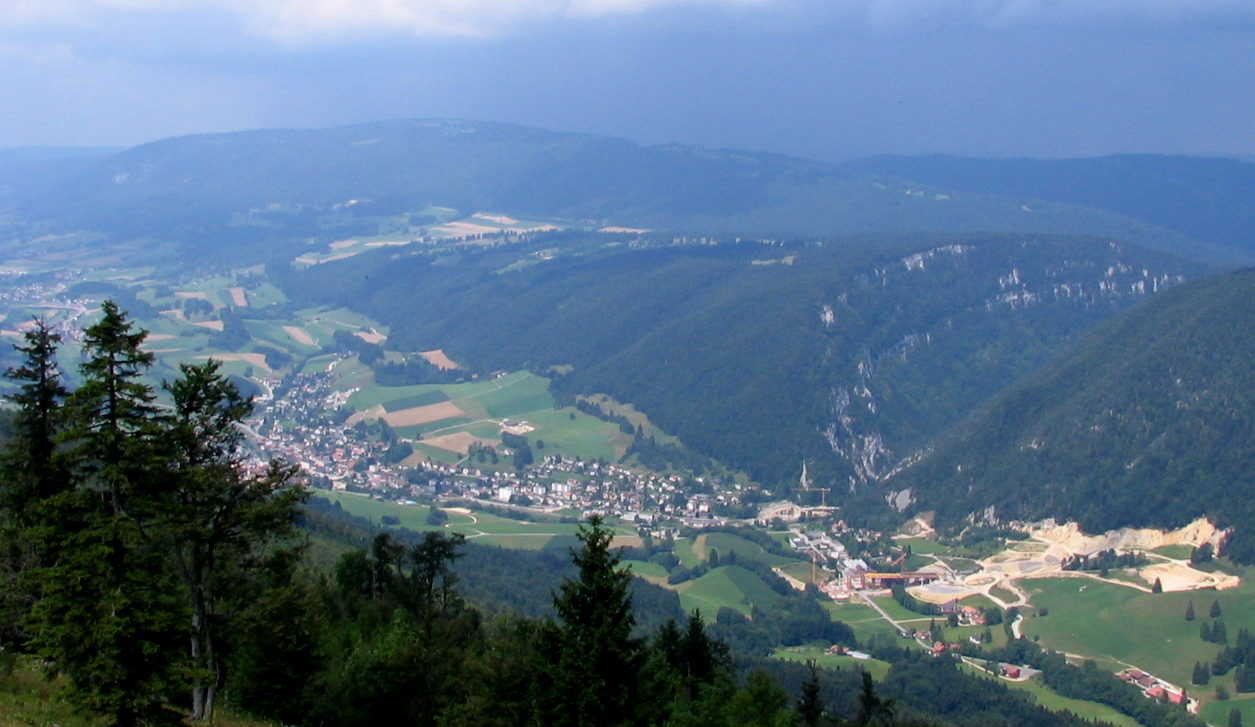
A comuna de Court faz parte do Jura Bernense

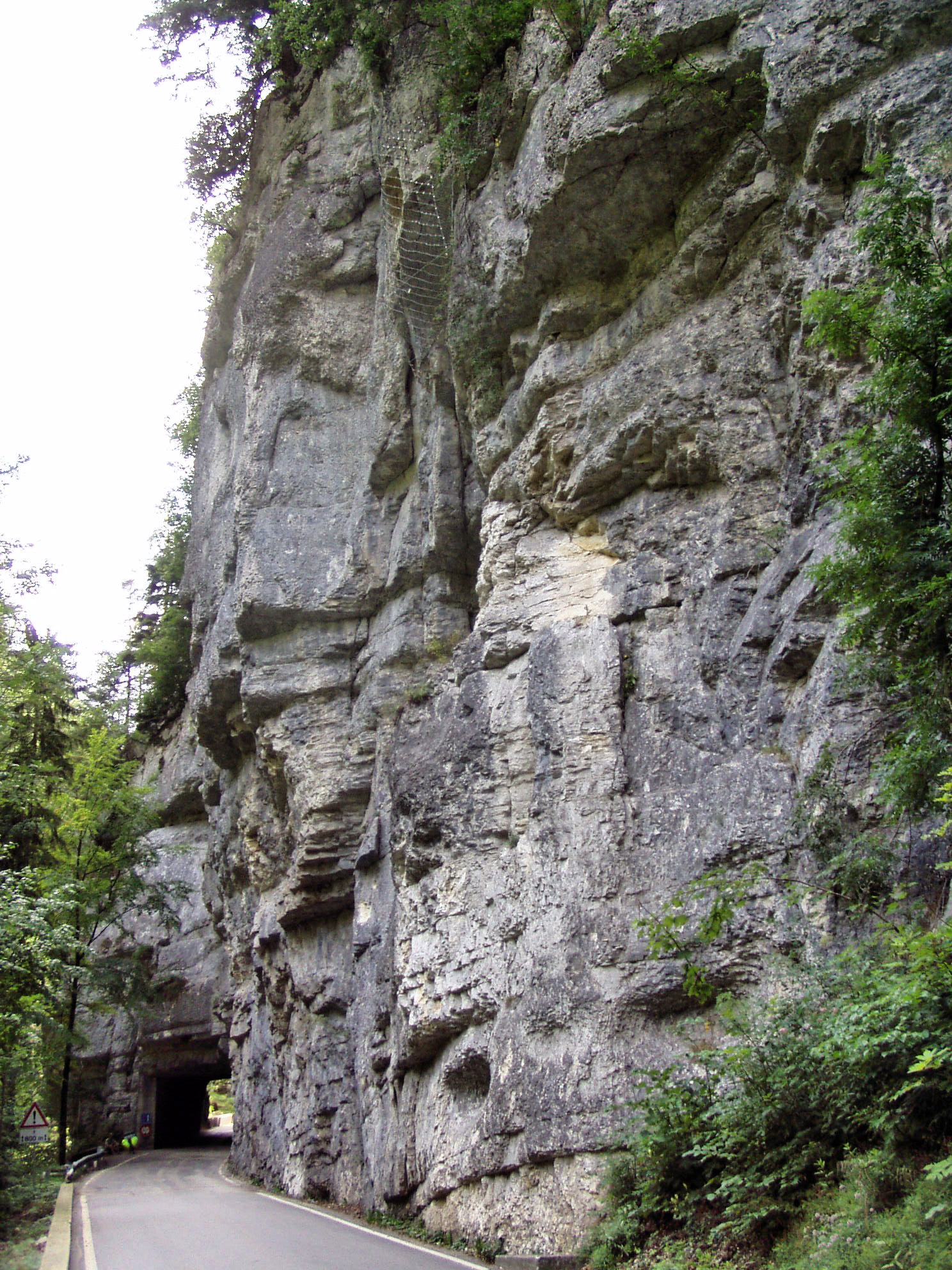
Gorges du Pichou

O Jura Bernense (em francês: Jura Bernois) é a área francófona do cantão de Berna, e, desde 2010, uma das cinco divisões administrativas do cantão.
Compreendendo três distritos de língua francesa no norte do cantão, contem 49 comunas com uma área de 541,75 km² e uma população (em dezembro de 2010) de 51.668 habitantes. Mais de 90% da população fala francês.
O Jura bernense atualmente compreende apenas três de um total de sete distritos que eram conhecidos como Jura Bernense durante o período de 1815 a 1879. Dos outros quatro, três fazem parte, atualmente, do cantão de Jura, enquanto o quarto, o distrito de Laufen, uniu-se ao cantão de Basileia-Campo em 1994.

## História
A maioria do território do Jura Bernense foi passado do Condado de Burgundy para o Bispado da Basileia, tendo sido anexado pela França durante o período napoleônico, entre 1798 e 1814. Em 1814, o Congresso de Viena concordou em tornar o território parte do cantão de Berna, em compensação da perda do novo cantão de Vaud.
De 1815 a 1979, o termo Jura Bernense também incluía o território que hoje compreende ao cantão de Jura, que sucedeu a uma votação popular em 24 de setembro de 1978. Sua capital administrativa foi Biel/Bienne, até 2009. Desde 2010, Biel/Bienne tornou-se a capital administrativa de um distrito em separado, e a capital administrativa do atual Jura Bernense é Courtelary.

## Representação
De acordo com a Constituição do cantão, um dos sete membros do Conselho Executivo de Berna deve ser cidadão desta área de língua francesa. Dos 160 assentos no Conselho de Berna, 12 estão reservados ao Jura Bernense, e, adicionalmente, três assentos são garantidos para a população de língua francesa do distrito bilíngue de Biel/Bienne.

## Divisão administrativa
Até 2001, a região era dividida em três grandes distritos (população estimada em 2004):
- Distrito de Courtelary (22.224)
- Distrito de La Neuveville (6.083)
- Distrito de Moutier (23.098)

Em 2010, os três distritos foram dissolvidos e fundiram-se para formar o Distrito administrativo do Jura Bernense.
| Brasão            | Nome              | População (31 de dezembro de 2010) | Área em km² |
| ----------------- | ----------------- | ---------------------------------- | ----------- |
| Belprahon         | Belprahon         | 308                                | 3.83        |
| Champoz           | Champoz           | 161                                | 7.17        |
| Corcelles         | Corcelles         | 211                                | 6.77        |
| Corgémont         | Corgémont         | 1 677                              | 17.61       |
| Cormoret          | Cormoret          | 482                                | 13.49       |
| Cortébert         | Cortébert         | 710                                | 14.78       |
| Court             | Court             | 1 418                              | 24.61       |
| Courtelary        | Courtelary        | 1 360                              | 22.17       |
| Crémines          | Crémines          | 529                                | 9.48        |
| Eschert           | Eschert           | 375                                | 6.58        |
| Grandval          | Grandval          | 388                                | 8.23        |
| La Ferrière       | La Ferrière       | 544                                | 14.20       |
| La Neuveville     | La Neuveville     | 3 693                              | 6.81        |
| Loveresse         | Loveresse         | 322                                | 4.72        |
| Mont-Tramelan     | Mont-Tramelan     | 116                                | 4.64        |
| Moutier           | Moutier           | 7 615                              | 19.60       |
| Nods              | Nods              | 746                                | 26.66       |
| Orvin             | Orvin             | 1 195                              | 21.59       |
| Perrefitte        | Perrefitte        | 434                                | 8.57        |
| Péry              | Péry-La Heutte    | 1 919                              | 23.79       |
| Petit-Val         | Petit-Val         | 411                                | 23.85       |
| Plateau de Diesse | Plateau de Diesse | 2 030                              | 25.55       |
| Rebévelier        | Rebévelier        | 43                                 | 3.54        |
| Reconvilier       | Reconvilier       | 2 334                              | 8.24        |
| Renan             | Renan             | 896                                | 12.63       |
| Roches            | Roches            | 214                                | 9.05        |
| Romont            | Romont            | 195                                | 7.03        |
| Saicourt          | Saicourt          | 607                                | 13.76       |
| Saint-Imier       | Saint-Imier       | 5 101                              | 20.89       |
| Sauge             | Sauge             | 810                                | 13.44       |
| Saules            | Saules            | 159                                | 4.28        |
| Schelten          | Schelten          | 38                                 | 5.57        |
| Seehof            | Seehof            | 68                                 | 8.41        |
| Sonceboz-Sombeval | Sonceboz-Sombeval | 1 932                              | 15.00       |
| Sonvilier         | Sonvilier         | 1 257                              | 23.79       |
| Sorvilier         | Sorvilier         | 280                                | 6.89        |
| Tavannes          | Tavannes          | 3 612                              | 14.78       |
| Tramelan          | Tramelan          | 4 417                              | 24.83       |
| Valbirse          | Valbirse          | 4 009                              | 18.67       |
| Villeret          | Villeret          | 927                                | 16.23       |
|                   | Total (40)        | 53 543                             | 541.75      |